# Miriam Rasch
Miriam D. Rasch is een Nederlands filosoof en schrijver, essayist.

## Biografie
Rasch is de dochter van de Deense Tove Dueholm Nielsen en de Nederlandse vertaler Gerard Rasch. Zij is in Denemarken geboren en het gezin emigreerde in 1982 naar Nederland.
Miriam Rasch studeerde filosofie en literatuurwetenschap. Zij is verbonden aan de Willem de Kooning Academie als coördinator van het Research Station. Tussen 2012 en oktober 2020 werkte ze bij het Instituut voor Netwerkcultuur van de Hogeschool van Amsterdam. Rasch houdt zich onder meer bezig met de ethiek van dataïsme en de impact van digitalisering, internet en sociale media op onze moderne levens.
Naast boeken publiceert Rasch ook artikelen in De Groene Amsterdammer, rekto:verso en Revisor. Bovendien is zij redacteur bij het essayistenplatform De Nieuwe Garde.

## Prijzen
- 2015 - Jan Hanlo Essayprijs Klein voor Een kleine biologische banaan: fonofilia in 12 scènes
- 2018 - nominatie Socratesbeker voor Zwemmen in de oceaan: Berichten uit een postdigitale wereld [2]
- 2021 - Socratesbeker voor Frictie: Ethiek in tijden van dataïsme[10]

## Werken
- Zwemmen in de oceaan. Berichten uit een postdigitale wereld. De Bezige Bij, Amsterdam (2017). ISBN 9789023466253.
- Frictie. Ethiek in tijden van dataïsme. De Bezige Bij, Amsterdam (2020). ISBN 9789403183602.
- Autonomie. Een zelfhulpgids. Prometheus, Amsterdam (2022). ISBN 9789044650709.

## Familie
Haar vader was de vertaler Gerard Rasch, van wie Miriam Rasch in 2005 de bundel Memento bezorgde.
- Bibsys: 14038515
- Bibliothèque nationale de France: cb17895569x (data)
- Digitale Bibliotheek voor de Nederlandse Letteren: rasc005
- Gemeinsame Normdatei: 1052194583
- International Standard Name Identifier: 0000 0003 9053 8682
- Library of Congress Control Number: n2021057005
- NARCIS: PRS1344547
- Nationale Bibliotheek van Israël: 987011526149505171
- Nederlandse Thesaurus van Auteursnamen: 270752676
- Système universitaire de documentation: 185867308
- Virtual International Authority File: 284201324